# 大口善徳
大口 善德（おおぐち よしのり、1955年9月5日 - ）は、日本の政治家。
衆議院議員（9期）、厚生労働副大臣、（第4次安倍第1次改造内閣）、農林水産大臣政務官（第2次小泉改造内閣）、衆議院総務委員長、衆議院建設委員長、公明党国会対策委員長を歴任した。

## 経歴

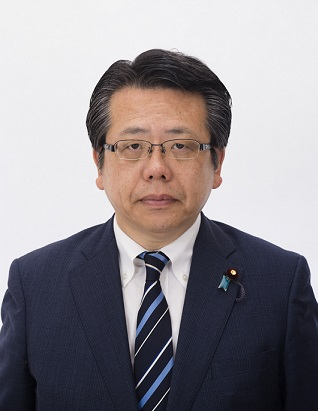
厚生労働副大臣の就任に際して公表された肖像写真

1955年9月5日、大阪府大阪市阿倍野区に出生。1968年3月、大阪市立阿倍野小学校卒業。1971年3月、大阪市立阿倍野中学校卒業。1974年3月、創価高等学校卒業。1978年3月、創価大学法学部法律学科卒業。1981年4月、東京弁護士会所属。1984年4月、静岡弁護士会所属。静岡富士法律事務所開所。1987年4月、静岡県弁護士会民暴委員会事務局長に就任。1991年4月、静岡県弁護士会人権擁護委員会委員に就任。
1993年7月18日、第40回衆議院議員総選挙旧静岡1区より公明党公認で立候補し、初当選。1996年10月20日、第41回衆議院議員総選挙に静岡1区から新進党公認で立候補し、再選。2000年6月25日、第42回衆議院議員総選挙に静岡1区から公明党公認で立候補し、落選。
2003年11月9日、第43回衆議院議員総選挙に公明党比例東海ブロック第3位で3期目の当選。2004年9月、農林水産大臣政務官に就任。2005年9月11日、第44回衆議院議員総選挙公明党比例東海ブロック第2位で4期目の当選。2009年8月30日、第45回衆議院議員総選挙公明党比例東海ブロック第2位で5期目の当選。2012年12月16日、第46回衆議院議員総選挙公明党比例東海ブロック第1位で6期目の当選。2014年9月、公明党国会対策委員長に就任。2014年12月14日、第47回衆議院議員総選挙公明党比例東海ブロック第1位で7期目の当選。2017年10月22日、第48回衆議院議員総選挙公明党比例東海ブロック第1位で8期目の当選。2019年10月4日、総務委員長に就任。2021年10月31日、第49回衆議院議員総選挙公明党比例東海ブロック第1位で9期目の当選。
2024年、第50回衆議院議員総選挙に出馬せず引退。2025年4月、公明党の推薦で中央選挙管理会予備委員に就任（任期は2028年まで）。

## 政策・政治活動
- 選択的夫婦別姓制度導入に賛同する[7]。
- 婚外子差別撤廃についても賛同し、2010年11月には「最高裁判決が出る前に法改正すべき。閣法で提出するよう働きかけたい」と述べた[8]。2013年9月4日、最高裁判所が相続において婚外子を差別する民法の規定が違憲であるとの判断を下した[9]ことを受け、翌5日、法務省に法務大臣谷垣禎一を訪ね、速やかな民法改正を求める要望書を手渡した。
- 朝鮮通信使が訪れた縁故地における日朝・日韓の相互交流、相互友好親善促進を目的とする朝鮮通信使交流議員の会の幹事を務める。
- 受動喫煙防止を目的に飲食店などの建物内を原則禁煙とする改正健康増進法について、「原則としては飲食店の広さに関係なく屋内禁煙とし、喫煙専用室内でのみ喫煙を可能とすべき」とした上で、「喫煙専用室等の整備をすることが困難な経営規模の小さな既存飲食店については必要な経過措置を設けるべき」としている[10]。

## 役職歴

### 内閣
- 農林水産大臣政務官（第2次小泉改造内閣）
- 厚生労働副大臣 (第4次安倍改造内閣)

### 衆議院
- 総務委員長
- 法務委員会理事
- 議院運営委員会理事
- 憲法審査会委員
- 政治倫理審査会委員・幹事

### 公明党
- 中央幹事
- 政務調査会長代理
- 国会対策委員長
- 組織委員会委員長
- 組織局長
- 国会対策委員会副委員長
- 法務部会長
- 厚生労働部会長代理
- 農林水産部会長代理
- 復興・防災部会長代理
- 静岡県本部代表
- 東海道方面本部長
- 東海道方面副議長
- 中部方面副本部長

## 選挙歴
| 当落 | 選挙                   | 執行日         | 年齢 | 選挙区    | 政党   | 得票数     | 得票率 | 定数 | 得票順位 /候補者数 | 政党内比例順位 /政党当選者数 |
| ---- | ---------------------- | -------------- | ---- | --------- | ------ | ---------- | ------ | ---- | ------------------ | ---------------------------- |
| 当   | 第40回衆議院議員総選挙 | 1993年07月18日 | 37   | 旧静岡1区 | 公明党 | 10万3056票 | 13.21% | 5    | 4/8                | /                            |
| 当   | 第41回衆議院議員総選挙 | 1996年10月20日 | 41   | 静岡1区   | 新進党 | 4万8650票  | 21.52% | 1    | 1/8                | /                            |
| 落   | 第42回衆議院議員総選挙 | 2000年06月25日 | 44   | 静岡1区   | 公明党 | 5万5976票  | 23.24% | 1    | 3/6                | /                            |
| 当   | 第43回衆議院議員総選挙 | 2003年11月09日 | 48   | 比例東海  | 公明党 |            |        | 21   | /                  | 3/3                          |
| 当   | 第44回衆議院議員総選挙 | 2005年09月11日 | 50   | 比例東海  | 公明党 |            |        | 21   | /                  | 2/3                          |
| 当   | 第45回衆議院議員総選挙 | 2009年08月30日 | 53   | 比例東海  | 公明党 |            |        | 21   | /                  | 2/2                          |
| 当   | 第46回衆議院議員総選挙 | 2012年12月16日 | 57   | 比例東海  | 公明党 |            |        | 21   | /                  | 1/2                          |
| 当   | 第47回衆議院議員総選挙 | 2014年12月14日 | 59   | 比例東海  | 公明党 |            |        | 21   | /                  | 1/3                          |
| 当   | 第48回衆議院議員総選挙 | 2017年10月22日 | 62   | 比例東海  | 公明党 |            |        | 21   | /                  | 1/2                          |
| 当   | 第49回衆議院議員総選挙 | 2021年10月31日 | 66   | 比例東海  | 公明党 |            |        | 21   | /                  | 1/3                          |

## 所属団体・議員連盟
- 政治分野における女性の参画と活躍を推進する議員連盟（会長代行）[11]
- 無戸籍問題を考える議員連盟（会長代理）[12]
- 自然災害から国民を守る国会議員の会（事務局次長）[3]
- 中部日本横断自動車道推進議員連盟（副会長）[3]